# Avfallsförbränningsskatt
Avfallsförbränningsskatt avser en punktskatt på avfallsförbränning. Regeringen Löfven har aviserat att den skall införs från 1 april 2020.

## Kritik
Regeringens utredare Petter Classon menar att skatten inte kommer ha önskade styreffekter (dvs ökade materialåtervinning) och avråder därför från den. Erik Thornström och Klas Svensson från branschorganisationerna Energiföretagen Sverige respektive Avfall Sverige menar att den inte får önskade effekt, och föreslår istället insatser för ökat producentansvar, bättra sorterings- och återvinningssystem samt cirkulär produktutformning.
Lagrådet menar att föreslaget är missriktat och ineffektivt.